# Péon quatrième
Le péon quatrième (grec ancien παιών Δʹ ou τέταρτος, forme ionique-attique de παιάν, « péan », et ordinal ; il est dit « quatrième » parce que la quatrième syllabe y est lourde ; latin quartus paeon) est un pied tétrasyllabique de la métrique antique et notamment de la métrique grecque et latine. Il se compose, comme les trois autres péons, d’une syllabe longue et de trois syllabes brèves, la syllabe longue étant, dans le cas présent du péon quatrième, précédée de trois  syllabes brèves. Il contient cinq mores et son schéma métrique pur est | ∪ ∪ ∪ — | (♪♪♪♩), mais il peut être résolu en | ∪ ∪ ∪ ∪ ∪ | ou devenir un crétique : | — ∪ — |. Il est du genre sesquialtère.
Pour les métriciens anglosaxons, son symbole est 4p.

## Étymologie
Le nom du pied est lié au chant péan, composition religieuse en l'honneur d'Apollon et d'Artémis mais aussi reliée au dieu grec Péan (ou Péon).

## En métrique quantitative
Le péon premier ou le péon quatrième sont bien plus fréquents dans les hymnes grecques que les péons deuxièmes ou troisièmes.
Mot exemple latin : temeritas, cité dans L'Encyclopédie (1751)

Mots grecs : au vers 1092 d’Agamemnon d’Eschyle restitué comme étant περίβαλον γάρ οἱ πτερόφορον δέμας Θεοί, les deux mots grecs περίβαλōν et πτερόφορōν sont des péons quatrièmes.

## En métrique syllabo-tonique
Dans la métrique syllabo-tonique, un péon quatrième apparaît quand dans une paire de pieds iambiques le premier accent a été omis.
Exemple russe :

| ∪ — | ∪ ∪ ∪ — | ∪ — | ∪ |

Убив на поединке друга […]

(Pouchkine, Eugène Onéguine, VIII, strophe XII, v. 9)

Le 13 septembre 1942, Vladimir Nabokov écrit à son ami Edmund Wilson qu’il vient d’improviser en dix minutes les deux strophes suivantes écrites exclusivement en péons quatrièmes :
The complicated variation

of Lepidoptera affords

a fascinating occupation

for proletarians and lords.

et
Разнообразное сложенье

чешуекрылыхъ мотыльковъ

уготовляетъ услажденье

для королей и бѣдняковъ.

(Simon Karlinsky, Dear Bunny, Dear Volodya : The Nabokov-Wilson Letters. 1940-1971, University of California Press, 2001, p. 92)